# 다이애나 고든-레녹스

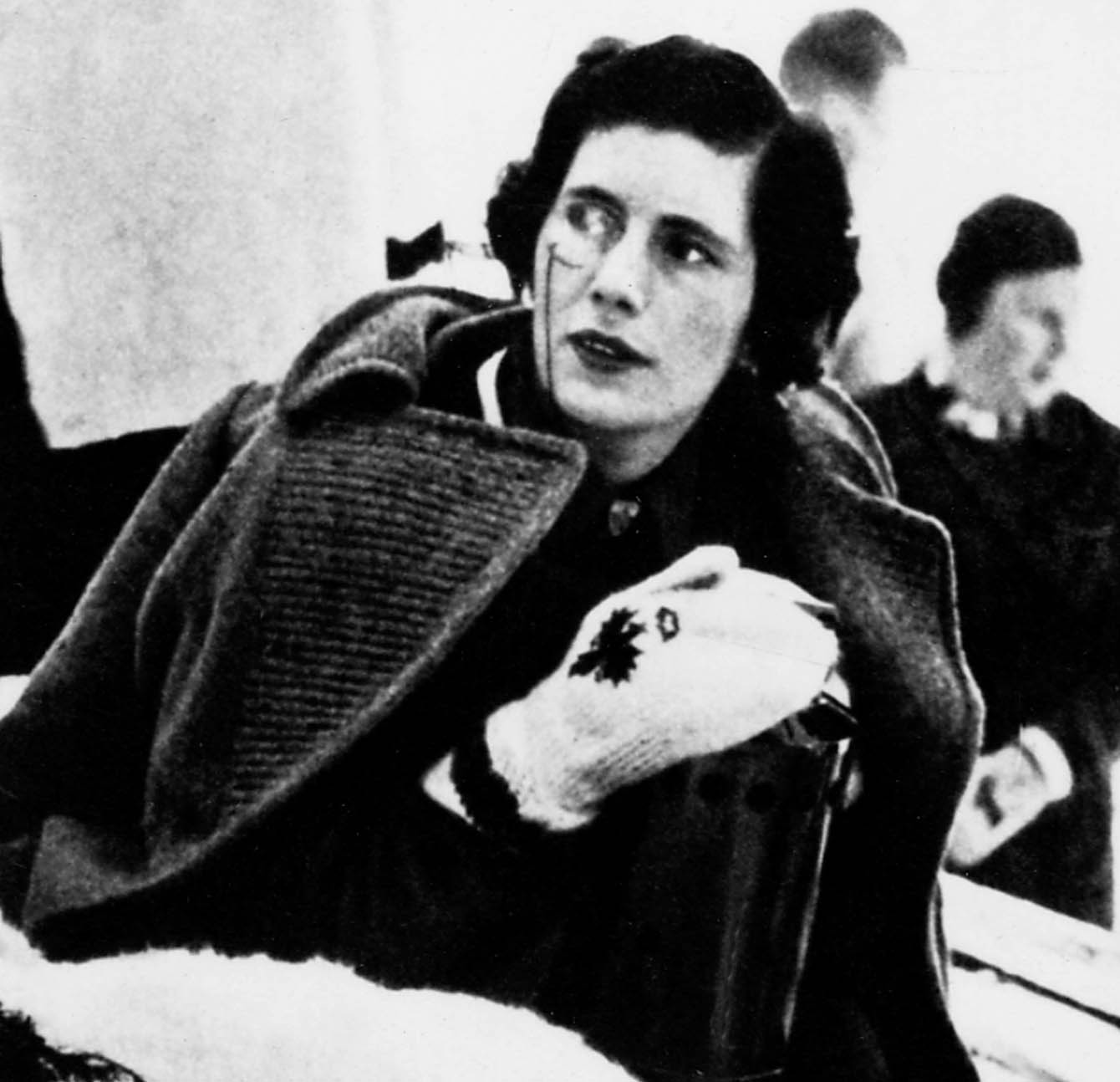

다이애나 엘리자베스 콘스탄스 고든-레녹스(영어: Diana Elizabeth Constance Gordon-Lennox, 1908년 12월 24일 ~ 1982년)는 캐나다의 토론토에서 태어난 캐나다의 여성 알파인 스키 선수이다. 그는 1936년 동계 올림픽의 알파인 스키 종목에 출전해 57.68의 점수로 29위를 기록하였다.